# 交響曲第2番 (ハイドン)
交響曲第2番 ハ長調 Hob. I:2 は、フランツ・ヨーゼフ・ハイドンが作曲した交響曲。
初期の交響曲のひとつであり、自筆楽譜は残っていないが、フュルンベルク・コレクションに信頼性の高い筆写譜が残っていることから、エステルハージ家に仕える以前の、ボヘミアのモルツィン伯爵に仕えていた時期（1757年から1760年頃）の作品と考えられる。

## 編成
オーボエ2、ホルン2、第1ヴァイオリン、第2ヴァイオリン、ヴィオラ、低音（チェロ、ファゴット、コントラバス）。

## 曲の構成
交響曲第1番などと同様、初期のハイドンに典型的な「急-緩-急」の3楽章から構成される交響曲である。どういうわけか、通常あるはずの繰り返し記号が一切ついていないため、ハイドンの全交響曲のうちでもっとも演奏時間が短い（約9分）。
- 第1楽章 アレグロ
ハ長調、2分の2拍子、ソナタ形式。

第1主題の動機は付点つきリズムをもったユニゾンの上昇音階による。ト長調に転じた後に同じ動機が第2ヴァイオリンに出現し、それに対して第1ヴァイオリンが対旋律を演奏する（第2主題）。いったん短調に転じて弦楽のみでしばらく演奏された後に、ト長調に戻って盛り上がって提示部を終える。展開部では第1主題によって対位法的に盛り上がった後、第2主題による部分が21小節にわたって弦楽器のみで静かに（  ）続く。再現部では第2主題は省略され、最後に長めのコーダが続く。

- 第2楽章 アンダンテ
ト長調、4分の2拍子、ソナタ形式。
当時のハイドンの交響曲の通例として、緩徐楽章は弦楽器のみで演奏される。ヴァイオリンが16分音符の連続による無窮動的な旋律を演奏し、それ以外の楽器が伴奏する、2声部だけの極端に簡素な音楽になっている。

- 第3楽章 プレスト
ハ長調、8分の3拍子、ロンド形式。
ハイドンの交響曲で初めてロンド形式を試みた楽章である。ハ長調の明るい主題による部分が3回現れ、その間に弦楽器のみによるハ短調のエピソードと、弦とホルンによるヘ長調のエピソードの2つが挿入される。